# Idiocera spinulistyla
Idiocera spinulistyla är en tvåvingeart som först beskrevs av Alexander 1975.  Idiocera spinulistyla ingår i släktet Idiocera och familjen småharkrankar.
Artens utbredningsområde är Iran. Inga underarter finns listade i Catalogue of Life.